# Mandatul britanic pentru Palestina

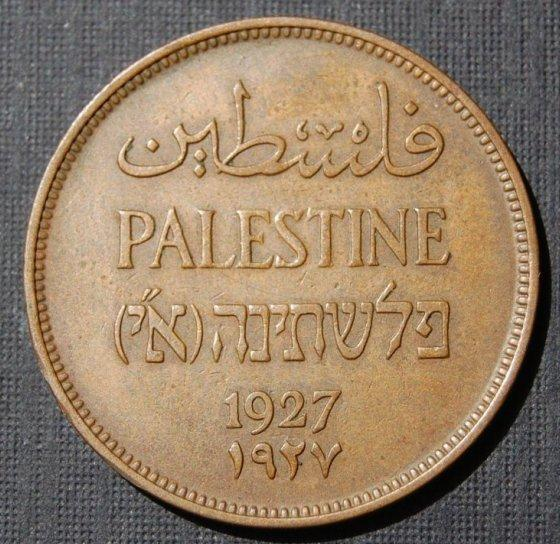
Monedă de 1 mill utilizată în Palestina între 1927 - 1948. 1000 mill = 1 lira Palestiniană

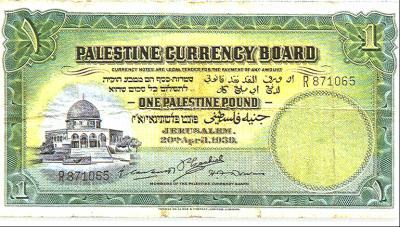
O liră palestiniană

Mandatul britanic pentru Palestina, sau Mandatul Palestinei, a fost o împuternicire legală pentru administrarea Palestinei, care a fost aprobată oficial de Consiliul Ligii Națiunilor pe 24 iulie 1922 și care a intrat în vigoare pe 26 septembrie 1923. Documentul se baza pe principiile conținute în Articolul 22 al Convenției Ligii Națiunilor și în rezoluția Conferinței de la San Remo din 25 aprilie 1920 a principalelor puteri asociate și aliate din timpul Primului Război Mondial. Mandatul a legalizat administrația britanică și în partea de sud a fostei Sirii Otomane în 1923 – 1948. Regatul Unit, după ce a primit consimțământul Ligii Națiunilor, a împărțit teritoriul sub mandat în două arii administrative: Palestina, sub controlul britanic nemijlocit, și Transiordania, un teritoriu cu un anumit grad de autonomie, plasat sub conducerea familiei Hashemite, (în conformitate cu angajamentele pe care și le luase McMahon în numele guvernului de la Londra încă din 1915. Prin această împărțire, teritoriul Transiordaniei a fost exclus de britanici din zona în care urma să fie creat „Căminul național evreiesc”. În preambulul mandatului se afirma că principalele puteri aliate au căzut de acord asupra faptului că puterea mandatară era responsabilă pentru punerea în practică a Declarației Balfour din 2 noiembrie 1917, adoptată de guvernele Aliaților. Prin sus-numita declarație, britanicii se angajaseră să susțină fondarea în Palestina a unui cămin național pentru evrei. Puterile aliate se angajaseră să se îngrijească de apărarea drepturilor civile și religioase atât a comunităților evreiești cât și a celor neevreiești din Palestina.
Obiectivul oficial al instituirii sistemului mandatelor Ligii Națiunilor era administrarea teritoriilor ce aparținuseră defunctului Imperiu Otoman în Orientul Mijlociu începând cu secolul al XVI-lea. Mandatele aveau să înceteze când teritoriile sub mandat erau capabile să se autoguverneze.

## Cadru general

### Strategia împotriva Imperiului Otoman

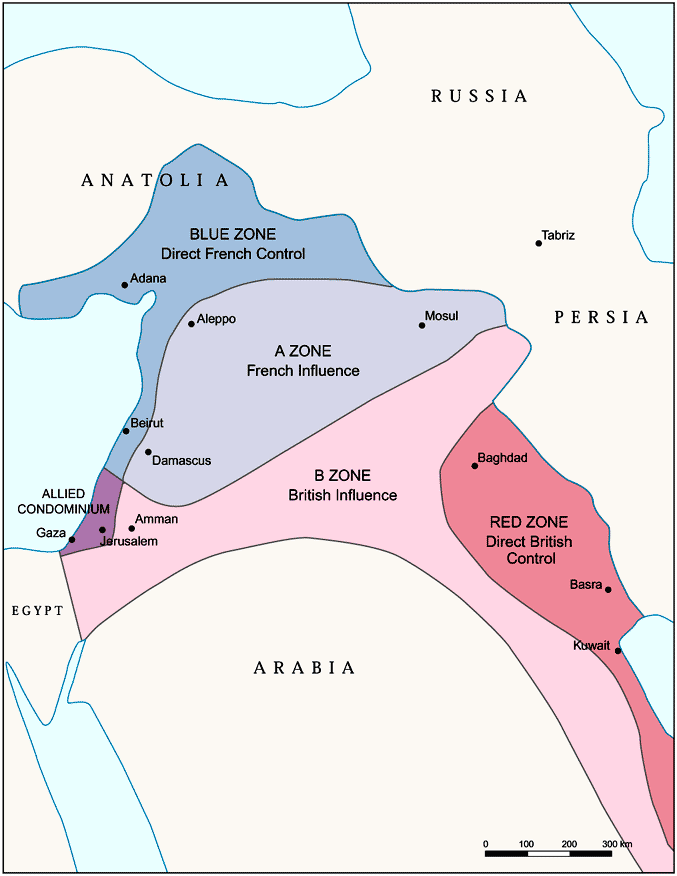
Zonele de influență franceze și britanice propuse de Acordul Sykes-Picot

Atunci când Imperiul Otoman s-a alăturat Puterilor Centrale în timpul Primului Război Mondial (aprilie 1915), liniile de comunicație britanice cu India prin Canalul Suez, dar și alte interese ale Aliaților, au fost amenințate.
Ca răspuns la o serie de inițiative franceze, Regatul Unit a înființat Comitetul De Bunsen în 1915. Această comisie a identificat natura intereselor britanice în Turcia și Asia în cazul victoriei în război. Comitetul a luat în considerație mai multe scenarii și o propus liniile directoare pentru negocierile cu Franța, Italia și Rusia în eventualitatea partiționării Imperiului Otoman. Comitetul a recomandat crearea unui stat turc descentralizat și federal.
În același timp, britanicii și francezii au deschis fronturile îndepărtate de la Gallipoli (1915) și Mesopotamia. La Gallipoli, turcii au reușit să respingă forțele aliate franco-engleze (în rândul celor din urmă luptau și corpul australian și neozeelandez, precum și un detașament de evrei palestinieni). 
În 1916, britanicii și francezii au semnat Acordul Sykes–Picot, prin care au fost desenate frontierele noilor sfere de influență din Orientul Mijlociu. 
Britanicii și-au asumat două angajamente pe care pe care era evident că nu vor fi capabili să le respecte. Astfel,prin intermediul lui T. E. Lawrence, ca răsplată pentru revolta arabilor împotriva otomanilor, i-au promis lui Hussein bin Ali, Sharif al Meccăi realcătuirea unui mare stat arab independent în Orientul Mijlociu. În același timp, ei au promis prin Declarația Balfour întemeierea unui cămin național evreiesc în Palestina, ca răspuns la doleanțele cercurilor naționale evreiești grupate în jurul Organizației Sioniste și ca apreciere a contribuției evreilor din puterile Antantei la efortul de război.

### Primul conflict mondial în Orientul Mijlociu

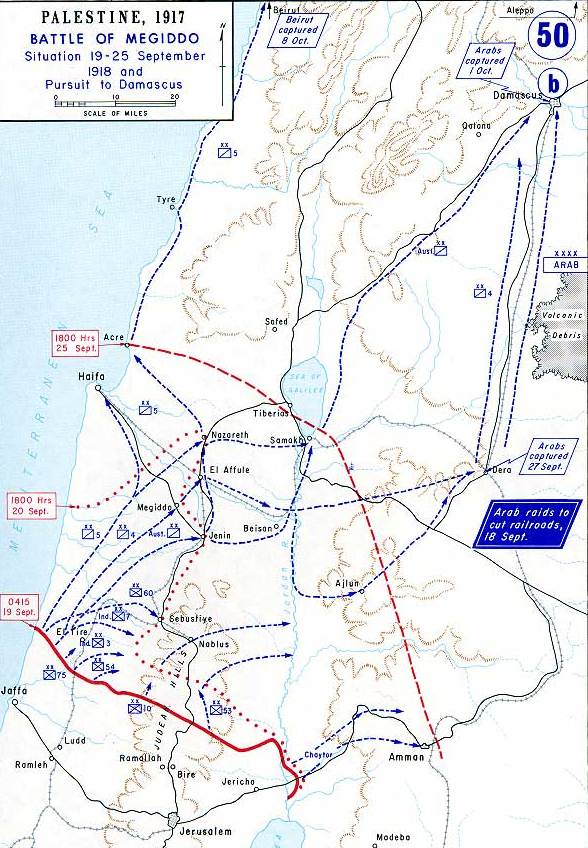
Atacul final al generalului Allenby în timpul campaniei din Palestina a asigurat controlul britanicilor asupra regiunii

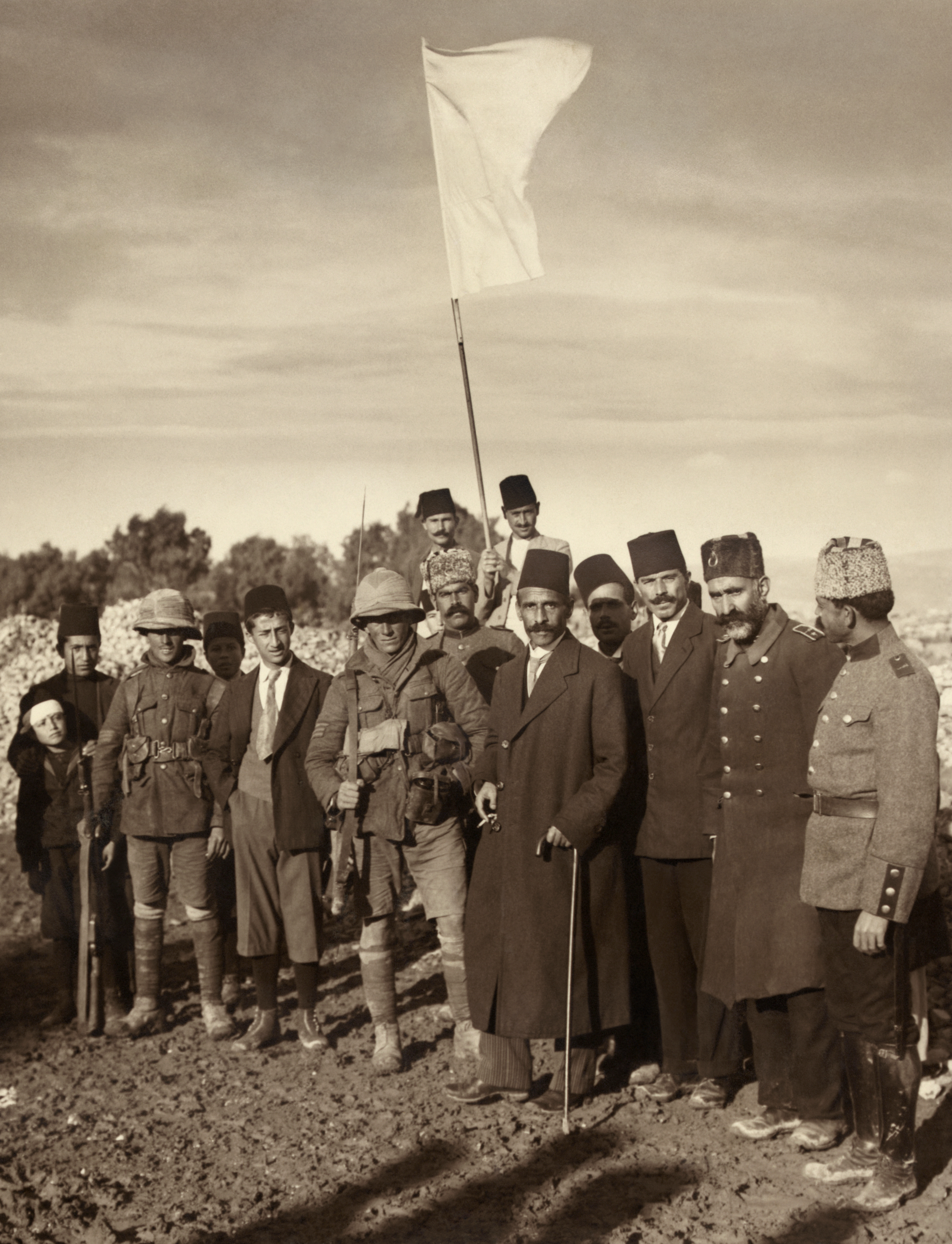
Predarea de către otomani a Ierusalimului pe 9 decembrie 1917 la finalul bătăliei pentru controlul asupra orașului

În anul 1915, liderul sionist Zeev Jabotinski a propus britanicilor formarea unui corp de voluntari sioniști, care să lupte în cadrul trupelor Regatului Unit. După formarea acestui detașament la Alexandria, el a participat la  ofensiva de la Gallipoli.
După numirea lui Lloyd George ca premier, armata britanică, sub comanda generalului Edmund Allenby a pornit Campania din Sinai și Palestina. Legiunea Evreiască a participat la aceste operații militare. Britanicii consideraseră că prin formarea acestei formațiuni militare vor încuraja evreii din alte țări, inclusiv pe cei din Rusia, să se implice direct în lupte de partea Aliaților. 
În același timp, ofițerul britanic de informații T. E. Lawrence („Lawrence al Arabiei”) încuraja Revolta arabă condusă de Sheriful din Mecca. Britanicii au reușit să înfrângă trupele otomane în 1917 și au ocupat Palestina și Siria. Aceste regiuni au rămas sub administrația militară britanică pentru tot restul războiului.

### Perioada postbelică
Imperiul Otoman a capitulat la 30 octombrie 1918, iar la 23 noiembrie același an a fost emis un edict militar care împărțea teritoriile imperiului în „teritorii inamice ocupate” (Occupied Enemy Territories, OET). Orientul Mijlociu a fost împărțit în trei astfel de teritorii. Teritoriul inamic ocupat „Sud” se întindea de la frontiera cu Egiptul din Sinai pe teritoriul Palestinei până la Acra și Nablus la nord și până la râul Iordan la răsărit. Acest sector a fost administrat temporar de un guvernator militar britanic (generalul Moony). Celelalte regiuni erau Teritoriul inamic ocupat „Nord” (Liban), administrat de colonelul francez De Piape, și Teritoriul inamic ocupat „Est”, administrat de șeful statului major al lui emirului hashemit Faisal, generalul Ali Riza el-Riqqabi. . În acele momente, generalul Allenby i-a dat asigurări lui Faisal că Aliații urmau să-și respecte angajamentele și vor respecta opțiunile populației locale.
În timpul unei întâlniri de la Deauville din 1919, David Lloyd George (Regatul Unit) și Georges Clemenceau (Franța) au definitivat înțelegerile care fuseseră făcute încă din decembrie 1918. Noua înțelegere treceau Palestina și vilayetul Mosul sub controlul britanicilor, iar francezii primeau în administrare Siria și Libanul.
În octombrie 1919, militarii britanici din Siria și ultimii soldați britanici staționați la răsărit de Iordan au fost retrași, iar regiunea a trecut sub controlul lui Faisal bin Hussein. 
În timpul Conferinței de Pace de la Paris, premierul britanic Lloyd George i-a spus lui Georges Clemenceau și altor reprezentanți ai Aliaților că angajamentele asumate în corespondența McMahon-Hussein trebuie să fie incluse în mod obligatoriu în tratatul de pace. El a explicat că înțelegerea cu Hussein a stat de fapt la baza Acordului Sykes-Picot, iar francezii nu aveau să poată să se folosească de sistemul mandatelor Ligii Națiunilor pentru ca să schimbe termenii deja negociați. Premierul britanic a mai subliniat că francezii au acceptat să nu ocupe regiunea în care avea să fie proclamat viitorul stat independent arab, adică regiunile orașelor Damasc, Homs, Hama și Aleppo. Ministrul britanic de externe din acele timpuri, Arthur Balfour, și președintele american Woodrow Wilson au participat la această întâlnire. 
Negocierile de pace au început la Paris, au continuat la Londra și au fost definitivate la San Remo, în aprilie 1920. Consiliul Suprem Aliat a acordat mandatele pentru Palestina și Mesopotamia britanicilor, iar cele pentru Siria și Liban Franței. Aceste aranjamente au devenit oficiale odată cu semnarea Tratatului de la Sèvres. La negocierile de pace au participat atât reprezentanții sioniștilor cât și cei ai arabilor. Cele două părți au semnat Acordul Faisal–Weizmann, care nu a fost însă niciodată pus în practică.

## Mandatul Ligii Națiunilor

### Bazele practice și legale
Jurnalul oficial al Ligii Națiunilor din iunie 1922 conține un interviu cu lordul Balfour, în care liderul britanic își exprima opinia că autoritatea Ligii Națiunilor este strict limitată. Balfour a afirmat că mandatele nu au fost creația Ligii și nu puteau fi modificate de aceasta. Liga trebuia să se limiteze la supravegherea punerii în aplicare a deciziile Aliaților și puterilor asociate, iar puterile mandatare trebuiau să fie supravegheate, dar nu controlate de Ligă. Balfour definea mandatele ca o limitare benevolă a drepturilor de administrare a teritoriilor cucerite. 
Principalele puteri aliate au avut fiecare în parte o contribuție la conceperea termenilor mandatelor , deși unele dintre ele, așa cum au fost Statele Unite, nu declaraseră război Imperiului Otoman și nu aveau să devină membre ale Ligii Națiunilor. 

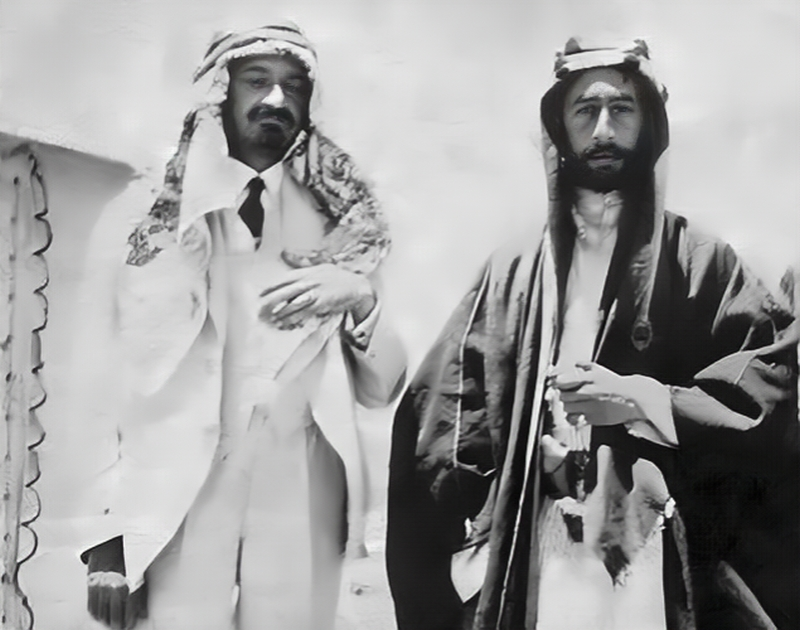
Emirul Feisal I (dreapta) și Chaim Weizmann (îmbrăcat şi el în haine tipic arabe) în Siria, în 1918

Acordul Sykes-Picot din 1916 propusese la vremea respectivă sprijinul pentru un mare Stat Arab sau o confederație de state arabe independente sub „suzeranitatea unui lider arab” dar a exclus din acest stat vaste regiuni care urmau sa se afle sub mandate ale Franței și Marii Britanii sau sub ocupație directă franceză și britanică. Palestina istorică era împărțită în două zone principale: sudul deșertic urma să facă parte împreună cu Transiordania din zona B sub control britanic, iar grosul teritoriului Palestinei, denumit „zona brună”, inclusiv Ierusalimul, Haifa și Acra urma să fie un condominium anglo-francez, „o administrație internațională, forma acesteia urmând să fie decisă mai târziu, după consultarea Rusiei și mai apoi a altor aliați, precum și a reprezentanților Sharifului din Mecca”.
Acest acord prevedea că Organizația sionistă trebuia să asigure semnarea unei înțelegeri cu Sheriful din Mecca, care să respecte prevederile Acordului Faisal-Weizmann. 
La Conferința de pace din 1919, emirul Faisal, vorbind în numele regelui Hussein, a cerut acordarea independenței arabilor, sau cel puțin dreptul să-și aleagă puterea mandatară. El a afirmat că este recomandabilă formarea unui stat arab sub mandat britanic. Organizația Sionistă Mondială a cerut de asemenea acordarea mandatului britanicilor, subliniind în același timp drepturile istorice ale evreilor în Palestina.
O notă confidențială a raportului comisiei King-Crane afirma că evreii doreau în mod clar un mandat britanic, conform Declarației Balfour din 1917. În schimb, francezii ar fi fost nemulțumiți de subsidiile britanice acordate emirului Feisal, care erau de fapt o mită mascată, în schimbul căreia arabii ar fi servit interesele englezilor. Acordul Faisal-Weizmann propunea ca pentru rezolvarea oricăror probleme aflate în litigiu, cele două părți să accepte medierea britanicilor. Această înțelegere cerea trasarea frontierelor de către o comisie special formată pentru acest scop după încheierea conferinței de pace de la Versailles. Organizația Sionistă Mondială a propus în cadrul conferinței de pace o nouă hartă, care nu includea și regiunea de la est de calea ferată Hedjaz, dar care cuprindea cea mai mare parte a Transiordaniei.
Protectoratul Sfântului Scaun a fost un teritoriu repartizat Sfântului Scaun și delegațiilor franco-italiene prin prevederile Conferinței de la San Remo din 1920. Prin eforturile Organizației Sioniste, acest protectorat nu a fost niciodată proclamat, fiind preferat repartizarea întregului teritoriu Mandatului britanic.
Mandatul a fost un instrument legal și administrativ, nu un teritoriu geografic. Jurisdicția teritorială a mandatului putea fi schimbată prin tratate, capitulații, concesiuni sau alte mijloace legale. Pentru un observator neavizat, părea că frontiera mandatului britanic pentru Palestina trebuia extinsă până la frontiera apuseană a mandatului Mesopotamiei. De fapt, regiunea de la est de linia Damasc-hamma-Aleppo, (inclusiv cea mai mare parte a Transiordaniei) fusese promisă încă din 1915 de britanici Sharifului din Mecca. Regatul Unit își luase angajamentul ca să permită proclamarea independenței unui stat arab la est de râul Iordan. În cadrul conferinței de pace de la Paris, Organizația Sionistă nu a avut pretenții asupra teritoriilor la vest de calea ferată Hedjaz. Acordul Faisal-Weizmann prevedea că granițele dintre statele arab și palestinian să fie determinate de o comisie, după încheierea Conferinței de pace. 
Viitorul stat arab și căminul național evreiesc făceau necesară trasarea unor frontiere și stabilirea unui regim administrativ în subdistrictele Cisiordaniei istorice (la vest de Iordan) și Transiordaniei (la est de Iordan). Britanicii și-au asumat dreptul ca „după aprobarea de către Secretarul de stat, să divizeze Palestina prin proclamație în diviziuni administrative sau districte, în așa fel și cu asemenea subdiviziuni care să corespundă scopurilor administrative, descriind granițele din acestea și atribuind numele acestora”
.

### Transiordania (art. 25)
În conformitate cu termenii acordurilor McMahon-Hussein și Sykes-Picot, teritoriul de la est de râul Iordan urma să fie parte a unui stat arab sau a unei confederații de state arabe. În teritoriile de la est de Iordan, evreii nu aveau să fie admiși. În momentul în care lucrările conferinței de la San Remo au fost suspendate în aprilie 1920, textul Mandatului Palestinei nu conținea articolul 25 sau vreo mențiune de tipul „teritoriile care se întind între Iordan și granița estică a Palestinei vor fi determinate ulterior”. Sanford Silverburg a susținut că „o Palestină” în înțelesul concepției politice occidentale practic nu a existat. El a notat că eșecul în stabilirea unui element teritorial vestic sau a unui cadru de referință au umbrit discuțiile, în acest sens fiind citată opinia conform căreia Transiordania a fost ruptă de restul Palestinei ca o „non sequitur”.
Mary Wilson constată că teritoriul de la est de Iordan, între Damasc și Ma'an, a fost stăpânit de regele Feisal al Siriei încă de la sfârșitul războiului. Wilson afirmă că această situație s-a datorat atât faptului că regiunea a ajuns în sfera de influență britanică, în conformitate cu prevederile acordului Sykes-Picot, cât și faptului că Londra a fost hotărâtă să respecte această înțelegere. Englezii au permis administrația arabă în interior și datorită faptului că nu dețineau trupe suficiente în teritoriu. Damascul era localizat în sfera franceză indirectă de influență, regiune în care același acord Sykes-Picot cerea de asemenea autoguvernarea arabă. Wilson afirmă că, atunci când francezii au ocupat Damascul în iulie 1920, situația s-a schimbat în mod dramatic. Britanicii s-au întrebat „care este Siria pentru care francezii au primit mandatul la San Remo” și dacă acesta „include și Transiordania”. Ministrul britanic de externe, lodul Curzon, a ajuns în cele din urmă la concluzia că Transiordania nu este legată de mandatul francez și că acest teritoriu trebuie să rămână independent, dar legat strâns de Palestina. 
Aaron Klieman consideră că francezii au format un nou stat damaschin după bătălia de la Maysalun. Ca urmare, Curzon i-a transmis instrucțiuni lui Vansittart la Paris să lase frontiera de est a Palestinei neconturată. Pe 21 martie 1921, consilierii juridici ai Foreign and Colonial Office au decis să introducă în Mandatul Palestinei articolul 25. Aprobarea acestei inițiative a fost dată de Curzon pe 31 martie 1921, iar forma finală revizuită a textului mandatului Palestinei (care includea și Transiordania) a fost înaintat către Liga Națiunilor pe 22 iulie 1922.
Articolul 25 al Mandatului recunoștea valabilitatea obligațiilor asumate prin acordul McMahon-Hussein. Viitoarea Transiordanie independentă fusese parte a Siriei Otomane. De asemenea, acest teritoriu fusese trecut sub Administrația Teritoriilor Inamice Ocupate de Aliați (Allied Occupied Enemy Territory Administration, OETA).
După bătălia de la Maysalun de pe 23 iulie 1920, francezii au îndepărtat nou proclamatul guvern naționalist al lui Hashim al-Atassi și l-au expulzat pe regele Feisal I din Siria. Ministrul britanic de externe, lordul Curzon, i-a scris în august 1920 înaltului comisar al Palestinei, Herbert Samuel, cerându-i să procedeze în așa fel încât francezii să înțeleagă că britanicii nu acceptă nicio ingerință a Parisului la sud de linia Sykes Picot, iar politica Londrei față de această zonă este acordarea independenței, dar păstrarea legăturilor strânse cu Palestina. Samuel i-ar fi răspuns lui Curzon că, „după căderea Damascului acum două săptămâni… șeicii și triburile de la est de Iordan, total dezamăgiți de guvernul sherifian, nu vor accepta cel mai probabil reapariția” și ca urmare a anunțat că Transiordania se află sub mandat britanic. Fără a avea autorizația Londrei, Samuel a vizitat Transiordania și s-a întâlnit cu 600 de conducători locali în Salt, a anunțat independența regiunii de Damasc și absorbția ei în mandatul britanic, ceea ce ducea la creșterea de patru ori a ariei aflate sub controlul englezilor. Samuel i-a asigurat pe cei prezenți la întâlnire că Transiordania nu va fi unită cu Palestina. Ministrul de externe, lordul Curzon, a respins public acțiunea lui Samuel
Winston Churchill, pe atunci secretar al coloniilor, a convocat conferința de la Cairo pentru rezolvarea problemei. ținând seama că britanicii primiseră mandatele pentru Palestina și Irak, Churchill a dorit să se consulte cu experții în problemele Orientului Mijlociu. În martie 1921 au sosit la Cairo la invitația lui printre alții Gertrude Bell, sir Percy Cocs, T. E. Lawrence, sir Kinahan Cornwallis, sir Arnold Wilson, ministrul de război irakian Jaʿfar al-Askari, ministrul irakian de finanțe Sassun Effendi (Sasson Heskayl). Principala problemă discutată a fost politica care trebuia adoptată în Transiordania pentru prevenirea lansării unor acțiuni antifranceze de pe teritoriul controlat de britanici. Cum Hashemiții fuseseră una dintre puterile asociate în timpul războiului, găsirea unei soluții pașnice a problemei era foarte urgentă. 
Cele mai importante decizii ale conferinței au fost oferirea tronului Irakului emirului Feisal ibn Hussein (care avea să fie proclamat rege cu numele Faisal I al Irakului) și cel al emiratului Transiordaniei (Iordania zilelor noastre) fratelui celui dintâi, Abdullah ibn Hussein (proclamat rege cu numele Abdullah I al Iordaniei). Transiordania avea să devină o provincie arabă a Palestinei. Conferința a trasat liniile principale ale administrației britanice în Irak și Transiordania iar, prin oferirea aceste regiuni fiilor Sherifului Husssein ibn Ali al Hedjazului, Churchill a apreciat că promisiunile făcute arabilor de către britanici în timpul războiului au fost respectate, chiar dacă nu în litera lor. 
După o serie de discuții dintre Churchill și Abdullah la Ierusalim, cei doi au căzut de acord ca Transiordania să fie acceptată în mandatul regiunii, sub domnia nominală a emirului Abdullah, în condițiile în care nu va face parte din zona unde avea să fie înființat căminul național evreiesc, care avea să se existe doar la vest de râul Iordan.
Această înțelegere a devenit oficială mai înainte ca mandatul să devină efectiv. A fost inclusă o clauză în carta care guverna Mandatul Palestinei care permitea Regatului Unit să amâne sau să anuleze pentru totdeauna toate prevederile legate de „căminul național evreiesc” în teritoriile aflate la răsărit de râul Iordan.. La începutul lunii septembrie 1922, guvernul britanic a prezentat un memorandum Ligii Națiunilor cu detaliile acestei clauze. Memorandumul a fost aprobat pe 23 septembrie.
După această dată, britanicii au administrat regiunea aflată la vest de Iordan, adică 23% din întregul teritoriu al mandatului, ca „Palestina”, iar restul de 77% ca „Transiordania”. Cele două teritorii sub mandat au fost administrate de un singur Înalt comisar britanic, ceea ce nu prejudicia sau anula principiile internaționale la care se referea documentele oficiale ale Ligii Națiunilor cu privire la două mandate separate. Transferul de autoritate către conducerea arabă în Transiordania a avut loc gradual, începând cu recunoașterea administrației locale în 1923 și transferul majorității prerogativelor administrative în 1928. Statutul legal al mandatului nu a fost alterat de acordul dintre Regatul Unit și Emiratul Transiordaniei încheiat pe 20 februarie 1928. Mandatul recunoștea existența unui guvern independent în Transiordania și definea și limita responsabilitățile sale. Documentele de ratificare au fost schimbate pe 31 octombrie 1939.
Regatul Unit a păstrat statutul de putere mandatară până la proclamarea independenței în 1946 ca Regatului Hashemit al Transiordaniei. Statutul juridic al mandatului urmă să rămână neschimbat până la luarea unei decizii a Națiunilor Unite în problema Palestinei sau până la admiterea Transiordaniei în cadrul Națiunilor Unite ca stat independent.

### Probleme religioase și comunitare
Articolul 14 al mandatului cerea britanicilor să formeze o comisie pentru studierea, definirea și stabilirea drepturilor și pretențiilor diferitelor comunități religioase din Palestina. Această comisie, care urma să revizuiască status quo-ul religios al diferitelor comunități din regiune, nu a fost niciodată înființată. 
Articolul 15 cerea administrației mandatare să asigure libertatea completă de conștiință și libera practicare a tuturor religiilor. 

### Demarcare și frontiere

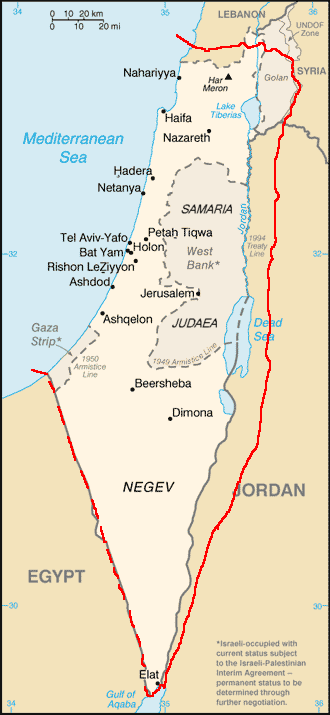
Harta frontierelor statului evreiesc, așa cum au fost propuse de reprezentanții sioniștilor la Conferința de Pace de la Paris din 1919. (Frontierele propuse sunt suprapuse peste cele contemporane).

În timpul și după încheierea Primului Război Mondial, Londra și-a asumat o serie de angajamente contradictorii cu privire la împărțirea regiunii: Declarație Balfour din 1917, Acordul Sykes-Picot, Acordul Hussein-McMahon și Cartea albă Churchill. În timpul discuțiilor de la San Remo, frontierele teritoriilor sub mandat nu au fost definite precis
Frontiera dintre mandatele francez și britanic a fost definită vag în cadrul Acordului de frontieră franco-britanic din decembrie 1920. Acest acord au plasat Înălțimile Golan în zona de influență franceză. De asemenea, tratatul a dus la înființarea unei comisii mixte pentru stabilirea și marcarea pe teren a frontierelor exacte. Comisia și-a prezentat raportul final pe 3 februarie 1922 și a fost aprobat cu unele modificări pe 7 martie 1923, cu câteva săptămâni mai înainte ca cele două puteri să-și asume responsabilitatea pentru mandate pe 29 septembrie 1923. Tratatul prevedea ca rezidenții sirieni și libanezi să aibă aceleași drepturi de pescuit și navigație pe lacul Hula, lacul Tiberiada și râul Iordan ca și cetățenii mandatului Palestinei, guvernul Palestinei fiind însă responsabil pentru administrarea lacurilor. Mișcarea sionistă a făcut presiuni asupra francezilor și britanicilor pentru includerea cât mai multor resurse de apă între frontierele viitoarei Palestine. Aceste intervenții au influențat negocierile și au dus în cele din urmă la includerea întregii Mării Galileei, a ambelor maluri ale râului Iordan a lacului Hula, a izvorului Dan și a unei părți a râului Yarmouk. Înaltul comisar pentru Palestina, Herbert Samuel, a fost cel care a cerut controlul complet al Mării Galileei. Noua frontieră urma o fâșie de 10 m lățime de-a lungul malului de nord-est. După trasarea liniei de frontieră, guvernele francez și britanic au semnat la 2 februarie 1926 un Acord de bună vecinătate între teritoriile sub mandat Palestina, Siria și Liban.

### Elaborarea mandatului
Ministrul de externe britanic, lordul Curzon, împreună cu reprezentanții guvernelor francez și italian, au respins primele versiuni ale mandatului datorită unui pasaj care spunea că se recunoaște „legătura istorică a poporului evreu cu Palestina” și „pretenția” îndreptățită a acestuia să i se permită „reconstituirea ei [Palestinei] drept căminul lui național…”
Comitetul Palestinei organizat de Foreign Office a recomandat să se omită termenul „pretenție”. Aliații subliniaseră deja legătura istorică a evreilor cu Palestina în cadrul Tratatului de la Sèvres, dar nu recunoșteau acestora niciun drept legal. Opinia Aliaților era aceea că orice urma să se facă pentru poporul evreu, avea să fie bazat pe motive sentimentale. Mai mult chiar, exista părerea că era necesar doar să li se permită evreilor să emigreze în Palestina, nu și transformarea întregii regiuni în cămin național. Lordul Balfour a sugerat o formulare alternativă care a fost în cele din urmă acceptată: „ținând seama de recunoașterea dată prin aceasta acesta [tratatul de la Sèvres] legăturii istorice a poporului evreu cu Palestina, și de motivele [sentimentale] pentru reconstrucția căminului lor național în acea țară…” . 
Liderii de la Vatican, Paris și Roma au continuat să facă presiuni pentru satisfacerea propriilor pretenții, bazându-se pe fostele Protectorate ale Sfântului Scaun și a ale Franței la Ierusalim. Ideea creării unei comisii internaționale pentru rezolvarea diferitelor pretențiile asupra Locurilor Sfinte a fost inserată în articolul 95 al Tratatul de la Sèvres și mai apoi în articolul 14 al Mandatului Palestinei. Negocierile privind rolul și formarea comisiei au fost parțial responsabile pentru întârzierea ratificării mandatului. Regatul Unit și-a asumat responsabilitatea pentru Locurile Sfinte prin articolul 13 al mandatului. Până în cele din urmă, comisia pentru Locurile Sfinte nu a fost niciodată creată. 
Articolul 14 al mandatului britanic pentru Palestina cerea puterii mandatare să înființeze o comisie pentru studierea, definirea și determinarea drepturilor și pretențiilor diferitelor comunități religioase din Palestina. Articolul 15 cerea puterii mandatare să asigure libertatea completă a conștiinței și libera exercitare a tuturor religiilor. Aceste cerințe nu au fost niciodată îndeplinite. Înaltul comisar a instituit autoritatea rabinatului ortodox asupra comunității evreiești și a menținut o formă modificată a vechiului sistem al milleturilor otomane. Recunoașterea oficială a fost extinsă la 11 comunități religioase, care nu includea însă comunitățile creștin-protestante și iudaiste-neortodoxe.

### Ratificarea de către Liga Națiunilor
Conferința de la San Remo a atribuit mandatul Palestinei Regatului Unit prin articolul 22 al Convenției Societății Națiunilor Unite. Aliații au decis de asemenea ca Regatul Unit să fie responsabil pentru punerea în practică a Declarației Balfour din 1917. În iunie 1922, Liga Națiunilor a aprobat termenii mandatului, stipulând că acesta nu va intra în vigoare decât după rezolvarea disputei dintre Franța și Italia asupra Mandatului Siriei. Acest diferend a fost rezolvat în septembrie 1923. Consiliul Ligii Națiunilor a hotărât în ședința din 29 septembrie ca cele două mandate să intre în vigoare simultan.

### Drepturile legale ale SUA în Palestina
Statele Unite ale Americii nu erau membre al Ligii Națiunilor și de aceea nu s-a putut bucura de avantajele economice asigurate membrilor Ligii în teritoriile sub mandat. Pe 3 decembrie 1924, guvernele american și britanic au semnat un tratat bilateral care asigura cetățenilor americani aceleași drepturi economice cu cetățenii statelor membre ale Ligii.

## Căminul național evreiesc
În 1919, secretarul general (și viitor președinte) al Organizației Sioniste, Nahum Sokolow, a publicat „History of Zionism (1600–1918)”. De asemenea, el a reprezentat Organizația Sionistă la negocierile Conferinței de Pace de la Paris. El considera că obiectivul sionismului este fondarea unui cămin național evreiesc în Palestina, protejat de garanții internaționale. După cum avea el să declare în cartea sa, antisioniștii se opun aspirațiilor evreilor, afirmând că aceștia din urmă doresc crearea unui „stat independent evreiesc”. Sokolow declara că programul sionist nu a urmărit niciodată proclamarea unui stat evreiesc independent și că sintagma „Statul evreiesc” era doar titlul unui lucrări a lui Herzl, al cărui mare merit a fost că i-a obligat pe oameni să gândească. Publicarea acestei lucrări a fost urmată de convocarea primului congres sionist, al cărui program era singurul program oficial..
Comitetul special al Națiunilor Unite pentru Palestina a folosit termenul „cămin național evreiesc”. Acest termen a provocat numeroase discuții cu privire la înțelesul, scopul și caracterul său legal, în special în condițiile în care nu existau conotații legale și nici precedente în dreptul internațional. Această formulare a fost folosită și în Declarația Balfour și în textul mandatului pentru Palestina, în amândouă documentele fiind promisă formarea unui „cămin național evreiesc”, fără definirea clară a acestuia. Colonial Office avea să publice o declarație cu privire la politica britanică în Palestina pe 3 iunie 1922, dând o interpretare restrictivă a Declarației Balfour. Declarația excludea „dispariția sau subordonarea populației, limbii sau obiceiurilor arabe din Palestina” sau „impunerea naționalității evreiești locuitorilor Palestinei ca un întreg”. În plus, subliniau că în concepția puterii mandatare, „căminul național evreiesc” urma să fie fondat în Palestina, fără ca Palestina ca un tot să fie transformată în cămin național evreiesc. Comitetul special al Națiunilor Unite a observat că această interpretare, care restrângea considerabil aria pe care avea să fie fondat căminul național evreiesc, a apărut mai înainte de confirmarea mandatului de către Consiliul Ligii Națiunilor și a fost acceptat în mod oficial de Organizația Sionistă.
Comisia permanentă pentru mandate a Ligii Națiunilor a apreciat că mandatul conținea două obligații. În 1932, comisia mandatelor au întrebat reprezentanții puterii mandatare cu privire cererile făcute de populația arabă pentru înființarea unor instituții ale autoguvernării, în conformitate cu prevederile mandatului, în particular cu cele ale articolului 2. Președintele comisiei a notat că, folosindu-se de prevederile aceluiași articol, puterea mandatară a pus bazele „căminului național evreiesc”.
În martie 1930, secretarul de stat pentru colonii, lordul Passfield, a redactat un document guvernamental  prin care se afirma că nu există nicio prevedere în Declarația Balfour prin care să li se acorde evreilor o poziție favorizată în Palestina față de localnicii arabi, sau una prin care dorința de autoguvernare a palestinienilor ar trebui îngrădită pentru facilitarea fondării „căminului național evreiesc” în Palestina. De asemenea, documentul mai sublinia că liderii sioniști se opuneau deschis oricăror măsuri pentru autoguvernarea palestinienilor. Mai mult, aceștia din urmă aveau pretenția că articolul 2 al mandatului constituia fundamentul juridic pentru acordarea autoguvernării palestinienilor. Poziția sioniștilor era declarată în documentul guvernamental contrară prevederilor articolului XXII ale Convenției Ligii Națiunilor și promisiunilor făcute arabilor în mai multe rânduri. 
În 1937, o comisie regală prezidată de lordul Peel a propus rezolvarea conflictului arabo-evreiesc prin împărțirea Palestinei în două state. Conducătorii arabilor au respins planul, evreii acceptându-l 
. Consulul SUA la Ierusalim a raportat Departamentului de Stat că muftiul a refuzat principiul partiției. Consulul a mai afirmat că emirul Abdullah era în favoarea acceptării propunerii ținând seama de realitățile momentului, dar dorea modificarea granițelor propuse și o administrație arabă în regiunea neutră.
David Ben Gurion a publicat o volum de corespondență, care conținea o scrisoare din 1937 în care se exprima în favoare împărțirii. El scria: „Ceea ce dorim noi nu este ca țara să fie unită ca un întreg, ci ca țara unită și întreagă să fie evreiască”. El explica în continuare că doar o armată evreiască de primă clasă ar permite sioniștilor să se stabilească oriunde în Palestina fără să aibă nevoie de aprobarea arabilor. Benny Morris afirmă că atât Chaim Weizmann cât și David Ben Gurion considerau împărțirea Palestinei ca o fază necesară în procesul de preluare a întregii Palestine. Fostul ministru de externe izraelian și istoric Schlomo Ben Ami a scris că anul 1937 a fost cel în care Yitzhak Sadeh, comandantul „batalioanelor de câmp”, a conceput „Planul Avner”, care a anticipat și a trasat liniile directoare pentru ceea ce avea să devină în 1948 Planul D. Acest plan prevedea înaintarea peste liniile de demarcație propuse în cadrul planului de împărțire și propunea cucerirea Galileei, Cisiordaniei și Ierusalimului.
În 1942 a fost adoptat Programul „Biltmore” ca platformă a Organizației Mondiale Sioniste. Programul cerea Palestina să fie transformată într-un „Commonwealth evreiesc”. În 1946, o comisie anglo-americană de anchetă, cunoscută drept „Comitetul Grady-Morrison”, constata că pretențiile sioniștilor pentru fondarea unui stat evreiesc depășeau limitele stabilite atât de Declarația Balfour cât și de prevederile legale ale Mandatului Palestinei și în plus au fost respinse de președintele Agenției Evreiești în 1932. Ca urmare, Agenția Evreiască a refuzat să accepte Planul Grady-Morrison ca bază de discuției. Purtătorul de cuvânt al agenției, Eliahu Epstein, a declarat că această organizației nu urma să participe la Conferința de la Londra, dacă pe ordinea de zi urma să se afle și propunerile Grady-Morrison. Epstein a declarat că Agenția nu dorește să fie obligată să accepte un compromis între propunerile comisiei Grady-Morrison și propriile planuri de împărțire.

## Palestina sub mandatul britanic

### Tranziția de la administrația militară la cea civilă

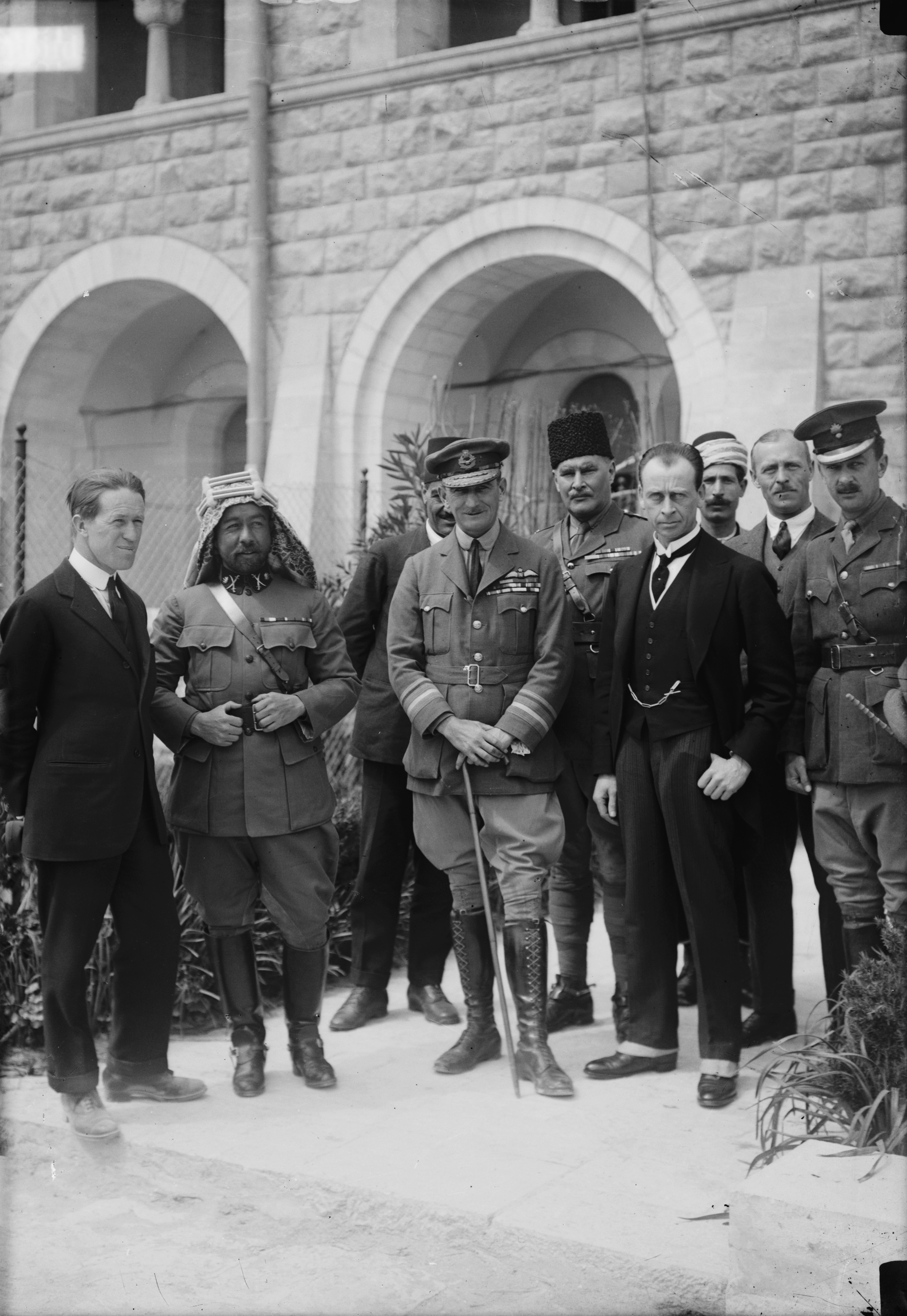
Sosirea Înaltului comisar Herbert Samuel în Palestina. De la stânga la dreapta: colonelul T. E. Lawrence, emirul Abdullah, mareșalul aerului Geoffrey Salmond, Wyndham Deedes și alții

După ocuparea Palestinei de către trupele britanice în 1917 – 1918, regiunea a fost administrată de Administrația Teritoriilor Inamice Ocupate. Administrația militară a fost înlocuită în iulie 1920 de o administrație civilă, în frunte cu Înaltul comisar al Palestinei. Primul Înalt comisar, Herbert Samuel, a sosit în Palestina pe 20 iunie 1920, iar mandatul său a devenit efectiv începând cu 1 iulie. Samuel a continuat să ocupe funcția de Înalt comisar și după intrarea efectivă în vigoare a mandatului, în 1923. 
Oficialitățile britanice au trimis Ligii națiunilor în octombrie 1923 un raport cu privire la administrarea Palestinei pentru 1920 – 1922, care acoperea perioada până la intrarea oficială în vigoare a mandatului pentru Palestina.

### Statutul legal al mandatului
Statele Unite ale Americii, care nu erau membre ale Ligii Națiunilor, nu a trebuit să-și expună poziția oficială față de legalitatea mandatului pentru Palestina. SUA a acceptat de facto, (dacă nu de jure), statutul mandatelor și a trecut la semnarea unor tratate individuale cu puterile mandatare pentru apărarea drepturilor legale ale cetățenilor americani și pentru apărarea intereselor economice americane în respectivele teritorii sub mandat. SUA și Regatul Unit au semnat în cazul Palestinei în 1924 un act care trata opt probleme de interes pentru americani.

### Drepturile politice ale arabilor

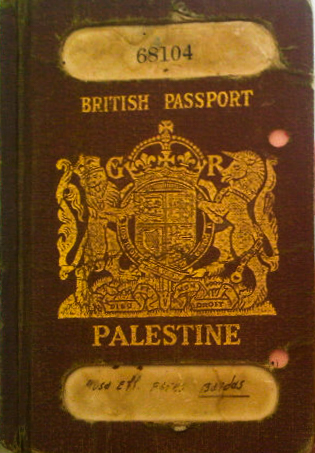
Un pașaport palestinian din perioada mandatului britanic

Hotărârile Conferinței de la San Remo conțineau o clauză pentru apărarea drepturilor politice ale comunităților neevreiești. Proiectele textelor mandatelor pentru Mesopotamia și Palestina, ca și a tuturor celorlalte tratate de pace postbelice conțineau clauze pentru protejarea drepturilor minorităților religioase și naționale. Mandatele invocau jurisdicția a Curții Permanente a Drept Internațional în orice dispută.
Articolul 62 al Tratatului de la Berlin din 13 iulie 1878 trata problemele libertății religioase și a drepturilor civile și politice în provinciile Imperiului Otoman. Garanțiile oferite au fost numite deseori ca „drepturi religioase” sau „drepturile minorităților”. În cele din urmă, garanțiile au ajuns să includă interzicerea discriminării în chestiunile civile și politice. Diferențele religioase nu puteau fi folosite împotriva oricărei persoane pentru a o exclude sau pentru ai limita accesul la drepturile politice sau civile, la admiterea la funcțiile sau onorurile publice, sau la exercitarea oricărei meserii sau ocupații, în „orice localitate”. 
O analiză juridică făcute de Curtea Internațională de Justiție a notat că în cazul Convenției Ligii Națiunilor existau prevederi care recunoșteau comunitățile din Palestina drept națiuni independente. Mandatele au marcat doar o perioadă tranzitorie, cu singurul obiectiv acela al administrării teritoriilor pe drumul spre independență. Judecătorul Higgins a explicat faptul că poporul Palestinei este îndreptățit să-și administreze propriul teritoriu, să-și exercite dreptul la autodeterminare și să aibă propriul stat. Curtea a afirmat că toate garanțiile cu privire la liberul acces la Locurile sfinte conținute în Tratatul de la Berlin din 1878 au rămas valabile și sunt respectate de mandatul Palestinei și în Planul Națiunilor Unite pentru împărțirea Palestinei.

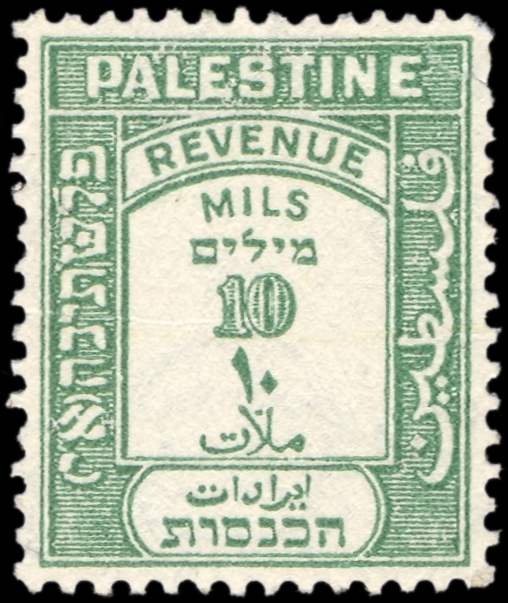
Timbru palestinian, circa 1928

După cum susține istoricul Rashid Khalidi, mandatul a ignorat drepturile politice ale arabilor. Liderii arabi au făcut presiuni neîncetate asupra britanicilor să li se acorde arabilor drepturi naționale și politice, așa cum ar fi fost un guvern reprezentativ în cele 23% din teritoriu Mandatului Palestinei, destinat de britanici pentru căminul național evreiesc. Cererile arabilor se bazau pe cele 14 puncte ale lui Wilson, pe care britanicii se obligaseră în timpul Primului Război Mondial să le respecte. Britanicii au făcut din acceptarea de către arabi a termenilor mandatului o precondiție a oricărei modificări a poziției constituționale a arabilor. A fost propus formarea unui consiliu legislativ în „The Palestine Order in Council, of 1922” Arhivat în 21 decembrie 2008, la Wayback Machine., care punea în practică termenii mandatului. Acest document prevedea că „niciun decret nu urmează să fie emis dacă va fi în orice fel incompatibil sau contradictoriu cu prevederile acestui mandat”. O asemenea hotărâre era inacceptabilă pentru arabi, care considerau că altfel s-ar „fi sinucis”. De-a lungul întregii perioade interbelice, britanicii, folosindu-se de termenii mandatului pe care chiar ei îi stabiliseră, au respins principiul conducerii de către majoritate sau orice altă măsură care ar fi permis existența unui control al majorității arabe asupra organelor de conducere ale Palestinei.
Termenii mandatului cereau înființarea instituțiilor de autoguvernare atât în Palestina cât și în Transiordania. În 1947, ministrul de externe britanic Bevin a susținut că, în ultimii 25 de ani, britanicii au favorizat aspirațiile legitime ale comunităților evreiești fără să prejudicieze interesele arabilor, dar nu au reușit să „asigure dezvoltarea instituțiilor de autoguvernare” în conformitate cu termenii mandatului.

### Hityashvut (Reașezarea evreilor în Palestina)
Vedeți și: Istoria Israelului
În timpul mandatului britanic emigrarea evreilor în Palestina a dus la creșterea proporției populației evreiești de la o șesime la aproximativ o treime din populației regiunii. Potrivit rapoartelor oficiale, în perioada 1920 – 1945 au emigrat legal în Palestina 367.845 evrei și 33.304 neevrei. S-a estimat că între 50 – 60.000 de evrei și un număr mult mai mic de neevrei au emigrat ilegal în aceeași perioadă. Emigrația a fost principala sursă de creștere a populației evreiești, în vreme ce creșterea populației neevreiești a fost în general datorată ratei pozitive a natalității.
La început, emigrația evreilor în regiune a avut parte de o opoziție neînsemnată din partea arabilor palestinieni. Totuși, odată cu creșterea antisemitismului în Europa la sfârșitul secolului al XIX-lea și începutul celui de-al XX-lea, emigrația evreilor în Palestina a început să crească în mod considerabil, ceea ce a dus la apariția resentimentelor din partea arabilor. Guvernul britanic a impus cote de emigrație a evreilor în Palestina. Realismul acestor cote a devenit subiect de controversă, în special în ultimii ani de mandat britanic. Atât arabii cât și evreii se opuneau politicii britanice de emigrare, fiecare comunitate din motive diferite. Pe 15 iunie 1920 a fost înființată organizația paramilitară evreiască Haganah, ca răspuns la atacurile arabilor împotriva comunităților evreiești. Tensiunile dintre cele două comunități au dus la creșterea conflictelor violente – revoltele din Jaffa din 1921, masacrul din Hebron din 1929 sau revoltele arabe din 1936 – 1939. Începând cu anul 1936, grupurile paramilitare evreiești naționaliste Etzel (Irgun) și ulterior Lehi (Lohamey Herut Israel sau Grupul Stern) au declanșat o campanie de acte violente împotriva autorităților militare britanice și a arabilor.

### Infrastructura și dezvoltarea regională

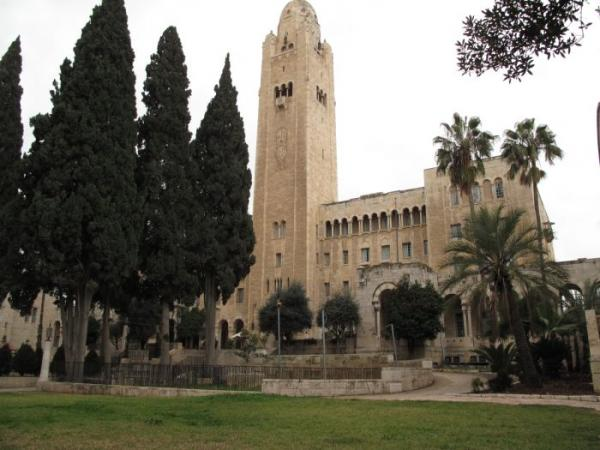
Clădirea YMCA din Ierusaliim, construită în timpul mandatului britanic

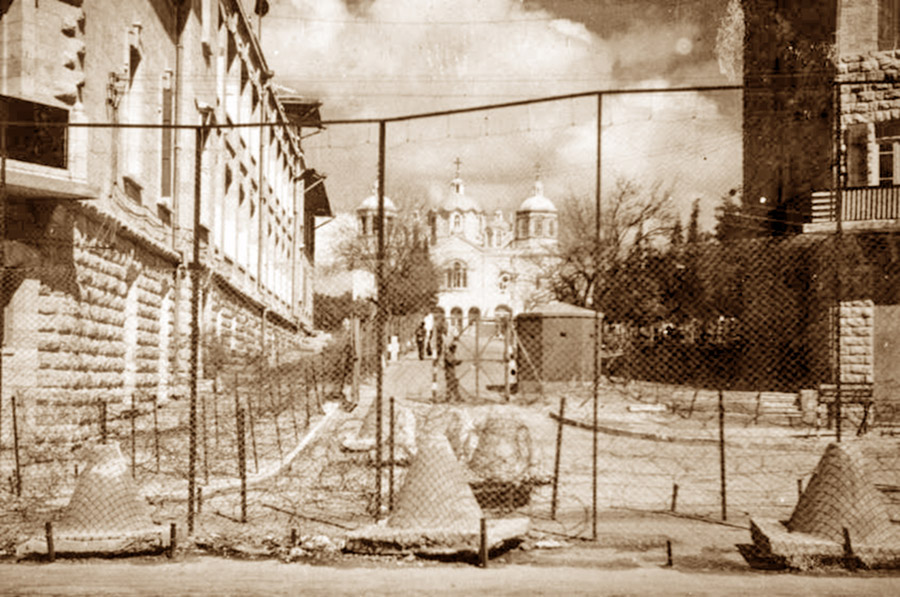
"Bevingradul" (Misiunea Ortodoxă Rusă) din Ierusalim, apărată de sârmă ghimpată

Între 1922 și 1947, rata anuală de creștere a sectorului evreiesc al economiei a fost de 13,2%, în principal datorită emigrației și investițiilor străine de capital, în vreme ce în sectorul arab a fost doar de 6,5%. Începând cu anul 1936, sectorul evreiesc al economiei era mai puternic decât cel arab. Evreii câștigau de 2,6 ori mai mult decât arabii. În comparație cu cetățenii altor state arabe, arabii palestinieni câștigau ceva mai bine. În ceea ce privește capitalul uman, diferențele erau foarte mari. Gradul de alfabetizare era în 1932 de 86% în rândul evreilor și de doar 22% în rândul arabilor palestinieni, cu o tendință continuă de creștere pentru cei din urmă. Prin comparației, arabii palestinieni aveau o situație mai bună decât egiptenii și turcii, dar mai proastă decât libanezii. Într-un clasament pentru anul 1939, Indicele dezvoltării umane îi plasa pe evreii palestinieni pe locul al 15-lea, pe arabii palestinieni pe cel de-al 30-lea, pe egipteni pe cel de-al 33-lea și pe turci pe cel de-al 35-lea. În 1942, populația evreiască din Palestina era în principal urbană (76,2%), în vreme ce cea arabă era în principal rurală (68,3%) . Istoricul Rashid Khalidi consideră că societatea arabă palestiniană, deși era depășită de emigranții evrei, era la fel de puternic dezvoltată ca alte societăți arabe și mai dezvoltată decât un număr de comunități naționale musulmane.
Palestina s-a dezvoltat în timpul mandatului britanic atât din punct de vedere economic cât și din punct de vedere cultural. În 1919, comunitatea evreiască a întemeiat un sistem centralizat de învățământ, iar în anul următor a înființat Adunarea Reprezentanților, Consiliul Național Evreiesc și federația sindicală Histadrut. În 1924 a fost fondată Politehnica din Haifa - „Technion”, iar un an mai târziu Universitatea Ebraică din Ierusalim.

### Conducerea arabilor palestinieni
În timpul mandatului britanic, funcția „muftiului Ierusalimului”, a cărei autoritate era limitată în mod tradițional la o regiune geografică restrânsă, a fost modificată în „Marele muftiu al Palestinei. În plus, a fost creat un „Consiliu Suprem Musulman”. Acest consiliu a fost împuternicit să se ocupe de administrarea așezămintelor religioase islamice, numirea cadiilor (judecătorii religioși) și a muftiilor locali. În timpul perioadei otomane, aceste sarcini cădeau în sarcina birocrației de la Constantinopol. Britanicii au preferat ca, în ceea ce-i privește pe arabii palestinieni, să negocieze mai degrabă cu elitele comunității decât cu membrii claselor de mijloc sau de jos.
Herbert Samuel, înaltul comisar britanic, l-a ales pe Amin al-Husseini pentru funcția de mare muftiu, deși era tânăr și primise cele mai puține voturi din parte liderilor islamici din Ierusalim. Unul dintre rivalii muftiului, Raghib al-Nashashibi, fusese deja numit primar al Ierusalimului în 1920, înlocuindu-l pe Musa Kazim al-Husseini, îndepărtat de britanici după revoltele din 1920, în timpul cărora a îndemnat masele să-și verse sângele pentru eliberarea Palestinei.
De-a lungul întregii perioade a mandatului britanic, dar în special în ultima sa parte, rivalitatea dintre muftiu și al-Nashashibi a dominat viața politică palestiniană. Khalidi atribuie eșecul liderilor palestinieni în obținerea sprijinului maselor reflexelor căpătate în perioada otomană, când ordinele elitelor erau urmate fără discuție. Ideea mobilizării maselor era străină liderilor arabi.
Deja apăruseră revolte și atacuri sângeroase ale arabilor împotriva evreilor în 1921 (Jaffa) și 1929 (Ierusalim). În deceniul al patrulea, nemulțumirea populației arabe față de creșterea emigrației evreilor a atins noi culmi. La sfârșitul deceniului al treilea și începutul celui de-al patrulea, diferite facțiuni ale societății palestiniene, în special tinerii, au ajuns să fie deziluzionați de diviziunile și ineficiența elitelor arabe și s-au angajat în acțiuni antibritanice și antisioniste, organizate de grupuri precum Asociația Tinerilor Musulmani. Nemulțumirea populației arabe a dus la apariția mișcărilor radicale naționaliste ca, de pildă, Partidul Independenței (Hizb al-Istiqlal), care propovăduia boicotarea britanicilor după modelul Partidului Indian al Congresului. Cele mai radicale facțiuni ale arabilor, ca Mâna Neagră, au ales (calea acțiunilor violente împotriva britanicilor și sioniștilor. Numeroase acțiuni antibritanice au fost zădărnicite de liderii arabi aflați în slujba administrației mandatare, în special de muftiul Palestinei și vărul acestuia Jamal al-Husayni. Greva generală de șase luni din 1936 a marcat începutul marii revolte palestiniene- Intifada din anii 1936-1938.

## Planul Națiunilor Unite pentru împărțirea Palestinei

Planul ONU pentru împărțirea Palestinei

Comisia britanică Peel împărțirea Palestinei în două state, unul arab și altul evreiesc. În Cartea Albă din 1939 a guvernului britanic, acesta și-a schimbat poziția și a încercat să limiteze emigrația evreiască. Această acțiune a fost considerată de sioniști și sprijinitorii lor ca o trădare a termenilor mandatului, cu atât mai mult cu cât prigoana nazistă contra evreilor europeni era în creștere. Pentru contracararea acestor măsuri de limitare, sioniștii au organizat Aliyah Bet, un program de emigrare ilegală în Palestina. Grupul sionist extremist Lehi, a pus la cale o serie de atacuri armate împotriva autorităților britanice din Palestina. În schimb, Agenția Evreiască, care reprezenta principalul curent al sionismului, mai spera încă să convingă Regatul Unit să permită reluarea emigrației evreiești în condițiile de dinainte de 1939 și a cooperat cu Aliații în timpul celui celui de-al Doilea Război Mondial. 
Britanicii și americanii au încercat prin înființarea în 1946 a Comitetului anglo-american de anchetă să găsească o soluție problemei emigrației evreiești în Palestina. Comitetul a raportat în aprilie că membrii ei au ajuns la o decizie unanimă. Comitetul a aprobat recomandările americane cu privirea la acceptarea imediată în Palestina a 100.000 de refugiați din Europa. De asemenea, comisia a recomandat să nu se înființeze un stat arab și unul evreiesc. Comitetul a afirmat că, pentru respingerea odată pentru totdeauna a pretențiilor exclusiviste ale arabilor și evreilor din Palestina, este esențial să se facă o declarație clară a principiului conform căruia nu va exista o națiune dominantă în Palestina. Președintele american Harry S. Truman s-a arătat foarte deranjat de angajamentul britanicilor pentru sprijinirea colonizării a 100.000 de evrei pe de-o parte, dar de refuzul lor de acceptare a recomandărilor comisiei. Britanicii au cerut sprijinul SUA pentru implementarea recomandărilor sus-numitei comisii. Responsabilii departamentului apărării al SUA afirmaseră cu ceva timp în urmă că ar fi fost necesară mobilizarea a aproximativ 300.000 de militari americani pentru sprijinirea britanicilor în lupta împotriva revoltei arabilor, pentru că permisiunea de emigrare acordată a încă 100.000 de evrei urma să provoace aproape imediat o răscoală a arabilor.
Această serie de evenimente au dus la decizia britanicilor de a nu-și mai prelungi mandatul din Palestina și de a plasa chestiunea palestiniană în responsabilitatea ONU, succesorul Ligii Națiunilor. Națiunile Unite au creat UNSCOP ((mai precis a Comitetului Special al ONU pentru Palestina)) pe 15 mai 1947, comitet compus din 11 state. UNSCOP a organizat audieri a tuturor părților interesate și a făcut un raport al situației generale din Palestina, pe care l-a publicat pe 31 august. șapte membri ai comitetului, (Canada, Cehoslovacia, Guatemala, Olanda, Peru, Suedia și Uruguai) au recomandat crearea unor state independente arab și evreiesc, cu orașul Ierusalim plasat sub administrație internațională. Trei membri (India, Iran și Iugoslavia) au votat pentru crearea unui stat federal cu două state constituente, cel arab și cel evreiesc. Australia s-a abținut. Pe 29 noiembrie, Adunarea Generală ONU au votat cu 33 voturi împotriva a 13 și 10 abțineri în favoarea Planului de împărțire a Palestinei, după ce o parte a granițelor celor două state au fost redesenate. Împărțirea urma să devină efectivă la data retragerii britanice. Trebuie amintit că, în conformitate cu Carta ONU, Adunarea Generală a ONU avea doar dreptul să facă recomandări, Rezoluția Adunării Generale a ONU nr 1981 nu avea caracter obligatoriu. Atât SUA cât și URSS au sprijinit rezoluția. Haiti, Liberia și Filipine și-au schimbat votul în ultimul moment după ce SUA și organizațiile sioniste au exercitat presiuni concentrate asupra lor 
. Cele cinci state membre ale Ligii Arabe, care au membri cu drept de vot în acel moment au votat împotriva planului. 
Agenția Evreiască, care era practic statul Israel în formație, a acceptat planul și aproape toți evreii din Palestina au întâmpinat vestea cu entuziasm. 
Planul de împărțire a fost respins de liderii arabi palestinieni și de cea mai mare parte a populației arabe. Liga Arabă a convocat întâlniri la Cairo în noiembrie și decembrie 1947. Liderii arabi au adoptat o serie de rezoluții care presupuneau o soluționare militară a conflictului. 
Britanicii au refuzat să pună în practică planul, afirmând că este inacceptabil pentru ambele facțiuni. De asemenea, Anglia a refuzat să împartă administrația Palestinei alături de Comisia ONU pentru Palestina în perioada de tranziție și a decis să-și încheie mandatul pe 15 mai 1948.

## Încheierea mandatului
În timpul negocierilor de la Ialta, „cei trei mari” au căzut de acord ca toate mandatele Ligii Națiunilor să fie trecute sub tutela Organizației Națiunilor Unite. Agenția Evreiască avea cunoștință despre prevederile Cartei ONU cu privire la aceste subiecte. Agenția a scris un memoriu destinat delegaților la Conferința de la San Francisco, prin care cerea apărarea clauzei care prevedea că tutela ONU nu poate afecta dreptul evreilor la un cămin național așa cum fusese prevăzut în Declarația Balfour și în textul mandatului pentru Palestina. Conferința a respins această cerere prin stipularea în articolul 80 a Cartei ONU a prevederii conform căreia tutela ONU „ar putea” să modifice prevederile mandatului Ligii Națiunilor. Istoria negocierilor pentru articolul 80 al Cartei ONU așa cum este înregistrată în Arhiva „Foreign Relations of the United States” indică faptul că a fost dezvoltat ca o înțelegere pentru respectarea „status quo-ului”" mandatului Palestinei. Articolul a fost introdus la insistența Ligii Arabe, care se temea că principiile Cărții Albe din 1939 vor fi atenuate. Când Regatul Unit a anunțat planurile sale pentru independența Transiordaniei, ultima adunare generală a Ligii Națiunilor a adoptat o rezoluție de sprijin a hotărârii. În schimb, Agenția Evreiască și unii profesori de drept au ridicat obiecțiuni legale. Duncan Hall a susținut că fiecare mandat are natura unui tratat și, dat fiind acest fapt, mandatele nu pot fi amendate unilateral. John Marlowe nota că, în ciuda independenței teoretice a Transiordaniei conferită prin tratatul din 1947, Legiunea Arabă a continuat să fie folosită, sub comanda nominală transiordaniană, dar sub cea reală britanică, în chestiunile polițienești și pentru controlul frontierelor Palestinei. Purtătorul de cuvânt al Agenției Evreiești a declarat că Transiordania reprezenta o parte integrantă a Palestinei și că, în conformitate cu articolul 80 al Cartei ONU, poporul evreu are un interes legitim în acest teritoriu.
Tratatul anglo-american, cunoscut și cu numele de „Convenția mandatului Palestinei”, permitea Statelor Unite să amâne orice acțiune britanică care ar fi vizat încheierea mandatului. Proclamarea independenței Siriei și Libanului cu ceva timp mai înainte nu afecta situația juridică așa cum rezulta din actul mandatului, considera sus-numitul tratat. Practic, această situație putea să fie modificată doar cu acordul Consiliului Ligii Națiunilor, cu acordul guvernului SUA, semnatarul Convenției franco-americane din 4 aprilie 1924..
SUA au adoptat o poziție conform căreia încetarea mandatului în cazul Transiordaniei ar fi trebuit să urmeze precedentul stabilit în cazul mandatului francez pentru Siria și Libanul. Aceasta ar fi însemnat că încetarea mandatului ar fi fost recunoscută prin admiterea Transiordaniei ca țară independentă în ONU.
Membrii Congresului SUA au introdus mai multe rezoluții prin care cereau ca reprezentantul american la ONU să fie instruit să caute amânarea determinării internaționale a statutului Transiordaniei până când va putea fi determinat și viitorul statut al Palestinei. Departamentul de stat al SUA a primit și o argumentație juridică detaliată din parte rabinilor Wise și Silver, care se opuneau independenței Transiordaniei..
În 1946, Transiordania a făcut cerere pentru a deveni membru al ONU. Președintele Consiliului de Securitate, vorbind în calitate de reprezentant al Poloniei, a spus că Transiordania era parte a unui mandat comun. El a pus la îndoială faptul că mandatul ar fi încetat din punct de vedere legal și a subliniat drepturile și obligațiile Națiunilor Unite. El a menționat că secretarul de stat american James F. Byrnes a luat poziție împotriva recunoașterii premature a Transiordaniei și a adăugat că cererea Transiordaniei nu ar trebui luată în considerație până când nu se rezolvă problema Palestinei ca un tot. Cererea Transiordaniei pentru calitatea de membru al ONU nu a fost aprobată. La conferința pentapartită din 1947, SUA a comunicat Regatului Unit că amână recunoașterea Trasiordaniei funcție de o decizie a ONU în problema Palestinei.
În timpul dezbaterilor din Adunarea Generală ONU în chestiunea Palestiniană, s-au auzit voci care au propus ca teritoriul Transiordaniei să fie incorporat în statul evreiesc care urma să fie format. Cu câteva zile mai înainte de decizia de împărțire din 29 noiembrie 1947, secretarul SUA George Marshall observa frecventele luări de poziție în cadrul Comitetului ad hoc cu privire la oportunitatea încorporării în staul evreiesc atât a Negevului cât și unei ieșiri la Marea Roșie și a portului Aqaba . John Goodall Snetsinger își reamintește că Chaim Weizmann l-a vizitat pe președintele Harry S. Truman pe 19 noiembrie 1947 și i-a comunicat că este imperativ ca Negevul și portul Aqaba să fie plasate sub controlul evreilor și ca ele să fie incluse în statul evreiesc. Truman a vorbit la telefon cu delegația americană la ONU și le-a comunicat că sprijină poziție lui Weizmann. 
Britanicii au anunțat ONU că intenționează să-și încheie mandatul nu mai târziu de 1 august 1948.
Liderii evreilor, în frunte cu viitorul premier David Ben-Gurion, au proclamat independența Israelului pe 14 mai. Statul Israel și-a proclamat independența, care a fost recunoscută foarte repede de Uniunea Sovietică, Statele Unite ale Americii și numeroase alte state, dar nu și de statele arabe vecine. În următoarele câteva zile, 700 de soldați libanezi, 4.000 irakieni, 2.800 egipteni au invadat Palestina. Aproximativ 4.500 de soldați transiordanieni comandați de 38 de ofițeri britanici, care demisionaseră din armata britanică cu doar câteva săptămâni mai înainte, au invadat regiunea care cuprindea Ierusalimul (ca răspuns la Operațiunea Kilshon a forțelor paramilitare evreiești Haganah) și unele regiuni care fuseseră destinate statului arab prin Planul de împărțire a ONU. La data retragerii britanicii, guvernul provizoriu evreiesc a proclamat formarea Statului Israel. Planul de împărțire cerea ca viitoarele state să ofere drepturi civile complete tuturor cetățenilor de pe teritoriul lor național, indiferent de rasă, religie sau sex. Deși Israelul a admis această obligație, cercetătorii în domeniul juridic, printre care profesorii. James Crawford și William Thomas Mallison, au remarcat că noul stat nu a asigurat în practică aceste drepturi minorităților.